# Something Just like This
Something Just like This è un singolo del gruppo musicale statunitense The Chainsmokers e del gruppo musicale britannico Coldplay, pubblicato il 22 febbraio 2017 come secondo estratto dal primo album in studio dei Chainsmokers Memories...Do Not Open.

## Antefatti
Nel settembre 2016 i The Chainsmokers hanno pubblicato due brevi video riguardanti un futuro brano inedito registrato con la partecipazione del cantante dei Coldplay, Chris Martin.
Il 22 febbraio, in occasione dei BRIT Awards 2017, il duo ha presentato per la prima volta al pubblico il brano presso la The O2 Arena di Londra insieme alla band.

## Tracce
Download digitale
1. Something Just like This – 4:07

Download digitale – Remixes
1. Something Just like This (Alesso Remix) – 4:12
2. Something Just like This (R3hab Remix) – 2:42
3. Something Just like This (Dimitri Vegas & Like Mike Remix) – 3:50
4. Something Just like This (Don Diablo Remix) – 3:50
5. Something Just like This (Jai Wolf Remix) – 2:56
6. Something Just like This (ARMNHMR Remix) – 3:44

Download digitale – Tokyo Remix
1. Something Just like This (Tokyo Remix) – 4:32

## Classifiche

### Classifiche settimanali
| Classifica (2017-25) | Posizione massima |
| -------------------- | ----------------- |
| Australia            | 2                 |
| Austria              | 2                 |
| Belgio (Fiandre)     | 1                 |
| Belgio (Vallonia)    | 4                 |
| Canada               | 3                 |
| Danimarca            | 5                 |
| Emirati Arabi Uniti  | 10                |
| Filippine            | 9                 |
| Finlandia            | 6                 |
| Francia              | 11                |
| Germania             | 4                 |
| Grecia               | 3                 |
| Hong Kong            | 13                |
| Irlanda              | 3                 |
| Italia               | 4                 |
| Lussemburgo          | 2                 |
| Norvegia             | 5                 |
| Nuova Zelanda        | 5                 |
| Paesi Bassi          | 6                 |
| Panama               | 168               |
| Portogallo           | 3                 |
| Regno Unito          | 2                 |
| Singapore            | 7                 |
| Spagna               | 7                 |
| Stati Uniti          | 3                 |
| Svezia               | 4                 |
| Svizzera             | 3                 |

### Classifiche di fine anno
| Classifica (2017) | Posizione |
| ----------------- | --------- |
| Brasile           | 150       |
| Islanda           | 16        |
| Classifica (2023) | Posizione |
| Portogallo        | 185       |
| Classifica (2024) | Posizione |
| Australia         | 91        |